# Leichtathletik-Weltmeisterschaften 2013/Teilnehmer (Trinidad und Tobago)
| Gelbes Symbol für Goldmedaillen mit stilisierten Olympischen Ringen | Graues Symbol für Silbermedaillen mit stilisierten Olympischen Ringen | Braundes Symbol für Bronzemedaillen mit stilisierten Olympischen Ringen |
| ------------------------------------------------------------------- | --------------------------------------------------------------------- | ----------------------------------------------------------------------- |
| 1                                                                   | —                                                                     | —                                                                       |

Der Leichtathletik-Verband Trinidad und Tobagos stellte 13 Teilnehmerinnen und 16 Teilnehmer bei den Leichtathletik-Weltmeisterschaften 2013 in der russischen Hauptstadt Moskau.

## Ergebnisse

### Männer

#### Laufdisziplinen
| Keston Bledman                                                                               | 100 m        | 10,02 s SB     | 3  | 10,08 s            | 11                 | nicht qualifiziert | nicht qualifiziert |                    |                    |
| Rondel Sorrillo                                                                              | 100 m        | 10,25 s        | 26 | nicht qualifiziert | nicht qualifiziert | nicht qualifiziert | nicht qualifiziert |                    |                    |
| Richard Thompson                                                                             | 100 m        | 10,14 s SB     | 11 | 10,19 s            | 18                 | nicht qualifiziert | nicht qualifiziert |                    |                    |
| Lalonde Gordon                                                                               | 200 m        | 20,85 s        | 24 | 21,14 s            | 24                 | nicht qualifiziert | nicht qualifiziert | nicht qualifiziert | nicht qualifiziert |
| Kyle Greaux                                                                                  | 200 m        | 20,89 s        | 32 | nicht qualifiziert | nicht qualifiziert | nicht qualifiziert | nicht qualifiziert |                    |                    |
| Deon Lendore                                                                                 | 400 m        | 45,17 s        | 5  | 45,47 s            | 12                 | nicht qualifiziert | nicht qualifiziert |                    |                    |
| Jarrin Solomon                                                                               | 400 m        | 45,19 s PB     | 6  | 45,43 s            | 11                 | nicht qualifiziert | nicht qualifiziert |                    |                    |
| Wayne Davis                                                                                  | 110 m Hürden | 13,38 s SB     | 9  | 13,47 s            | 11                 | nicht qualifiziert | nicht qualifiziert |                    |                    |
| Mikel Thomas                                                                                 | 110 m Hürden | 13,41 s        | 12 | 13,46 s            | 10                 | nicht qualifiziert | nicht qualifiziert | nicht qualifiziert | nicht qualifiziert |
| Jehue Gordon                                                                                 | 400 m Hürden | 49,52 s        | 8  | 48,10 s            | 2                  | 47,69 s NR         | Gold               |                    |                    |
| Keston Bledman Emmanuel Callender Jamol James Rondel Sorrillo Ayodele Taffe Richard Thompson | 4 × 100 m    | 38,38 s SB     | 7  |                    |                    | 38,57 s            | 7                  |                    |                    |
| Machel Cedenio Lalonde Gordon Jehue Gordon Deon Lendore Renny Quow Jarrin Solomon            | 4 × 400 m    | 3:00,48 min SB | 3  |                    |                    | 3:01,74 min        | 6                  |                    |                    |

#### Sprung/Wurf
| Athlet          | Disziplin | Qualifikation | Qualifikation | Finale             | Finale             |
| Athlet          | Disziplin | Weite         | Platz         | Weite              | Platz              |
| --------------- | --------- | ------------- | ------------- | ------------------ | ------------------ |
| Keshorn Walcott | Speerwurf | 78,78 m       | 19            | nicht qualifiziert | nicht qualifiziert |

### Frauen

#### Laufdisziplinen
| Athletin                                                                                   | Disziplin    | Vorlauf     | Vorlauf | Halbfinale         | Halbfinale         | Finale             | Finale             |
| Athletin                                                                                   | Disziplin    | Zeit        | Platz   | Zeit               | Platz              | Zeit               | Platz              |
| ------------------------------------------------------------------------------------------ | ------------ | ----------- | ------- | ------------------ | ------------------ | ------------------ | ------------------ |
| Michelle-Lee Ahye                                                                          | 100 m        | 11,37 s     | 21      | 11,33 s            | 14                 | nicht qualifiziert | nicht qualifiziert |
| Kai Selvon                                                                                 | 200 m        | 23,14 s     | 22      | 23,21 s            | 19                 | nicht qualifiziert | nicht qualifiziert |
| Aleesha Barber                                                                             | 100 m Hürden | 13,33 s     | 24      | 13,52 s            | 23                 | nicht qualifiziert | nicht qualifiziert |
| Sparkle McKnight                                                                           | 400 m Hürden | 58,85 s     | 28      | nicht qualifiziert | nicht qualifiziert | nicht qualifiziert | nicht qualifiziert |
| Michelle-Lee Ahye Kelly-Ann Baptiste Kamaria Durant Semoy Hackett Kai Selvon Reyare Thomas | 4 × 100 m    | 43,01 s SB  | 9       |                    |                    | ausgeschieden      | ausgeschieden      |
| Alena Brooks Shawna Fermin Sparkle McKnight Romona Modeste Kai Selvon Domonique Williams   | 4 × 400 m    | 3:33,50 min | 13      |                    |                    | nicht qualifiziert | nicht qualifiziert |

#### Sprung/Wurf
| Athletin        | Disziplin   | Qualifikation | Qualifikation | Finale             | Finale             |
| Athletin        | Disziplin   | Weite         | Platz         | Weite              | Platz              |
| --------------- | ----------- | ------------- | ------------- | ------------------ | ------------------ |
| Cleopatra Borel | Kugelstoßen | 17,84 m       | 14            | nicht qualifiziert | nicht qualifiziert |